# Wulkan czynny

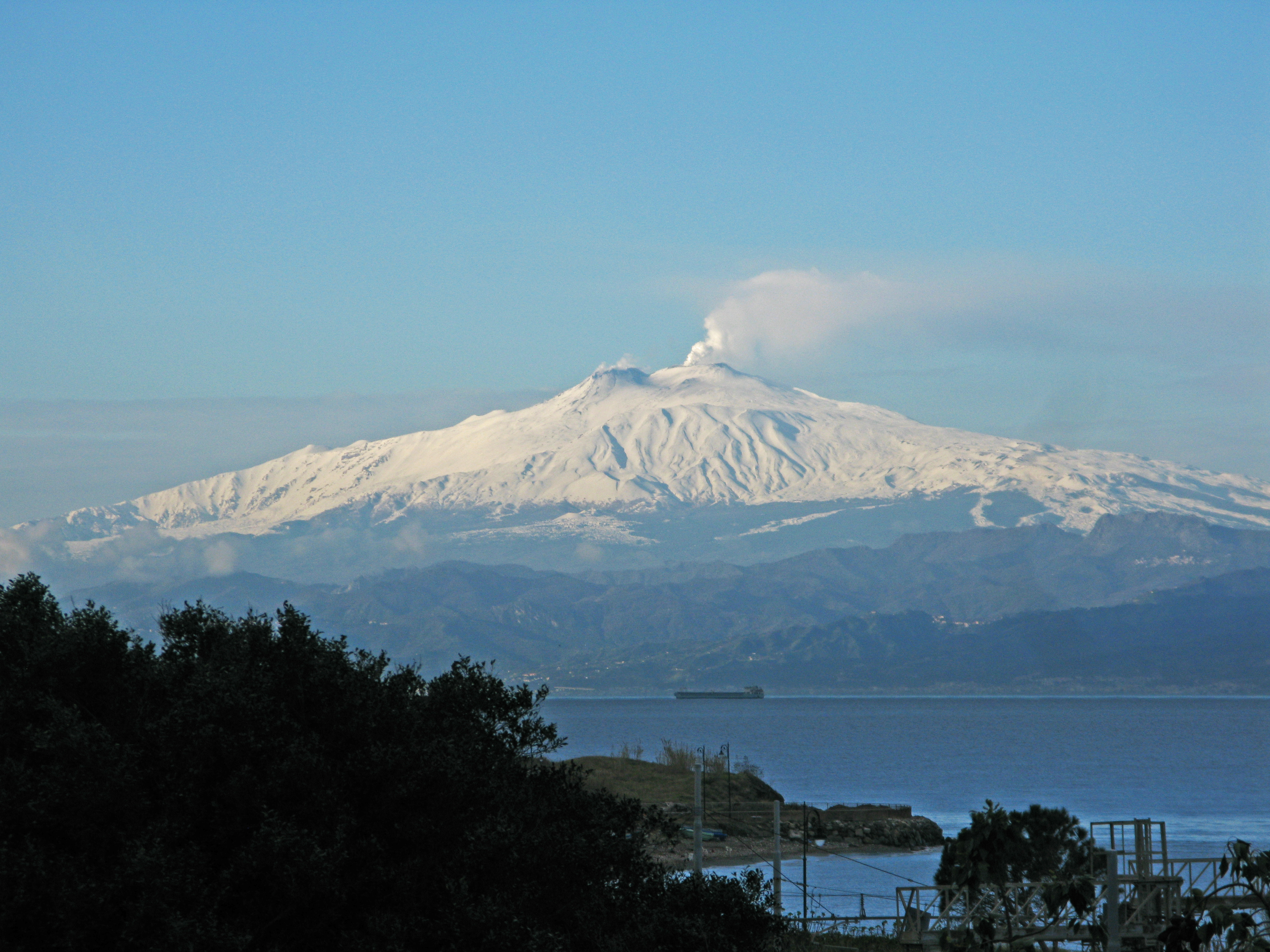
Wulkan Etna we Włoszech

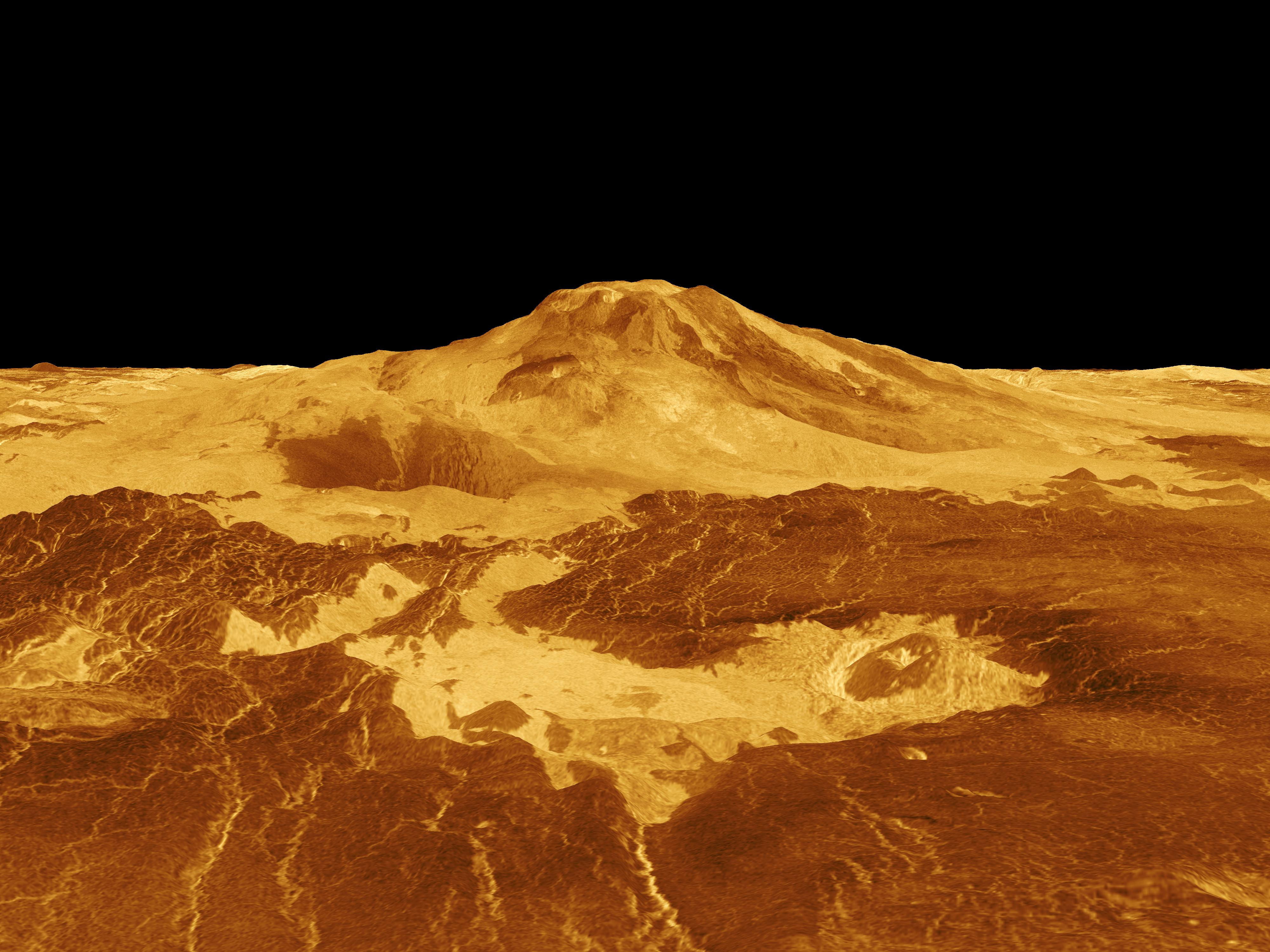
Aktywny wulkan Maat Mons na planecie Wenus

Wulkan czynny – rodzaj wulkanu, który przejawia współcześnie aktywność wulkaniczną poprzez erupcje. Jako wulkan czynny definiuje się takie wulkany, które w czasach historycznych wykazywały chociaż raz jakąkolwiek aktywność, przy czym do uznania za aktywność wystarczą same gorące ekshalacje, tym bardziej wylewy lawy czy wyrzuty materiału piroklastycznego. Natomiast chłodne ekshalacje mogą być i w wygasłych wulkanach. Wulkany, w których w ostatnich setkach lat obserwuje się tylko ekshalacje gorące często wydziela się jako wulkany drzemiące. Obecnie na Ziemi jest około 500 czynnych wulkanów. Przykładem takich wulkanów są Hekla, Stromboli, Mauna Loa. 
Czynne wulkany zaobserwowano także na Wenus oraz na Io.